# Sumbaspökuggla
Sumbaspökuggla (Ninox rudolfi) är en fågel i familjen ugglor inom ordningen ugglefåglar.

## Utbredning
Fågeln förekommer på ön Sumba (västra Små Sundaöarna).

## Status
IUCN kategoriserar arten som nära hotad.

## Namn
Fågelns vetenskapliga artnamn hedrar kronprins Rudolf av Österrike-Ungern (1858-1889).